# Меріґот
Меріґот — найбільший населений пункт у парафії Сент-Ендрю у північно-східній частині Домініки.
Містечко є місцем народження Едісона Джеймса, колишнього прем'єр-міністра Домініки.